# Cigarettes After Sex
Cigarettes After Sex (deutsch: Zigaretten nach dem Sex) ist eine US-amerikanische Indie-Rock-Band aus El Paso, Texas. Cigarettes After Sex ist bei Partisan Records unter Vertrag. Aktuell sind sie in Brooklyn, New York City beheimatet.

## Geschichte
Die Band wurde 2008 in El Paso, Texas gegründet. 2015 kamen sie auf sozialen Netzwerken zu ihren ersten Erfolgen. Im Jahr 2012 veröffentlichten sie ihre EP I. Im Jahr 2015 veröffentlichte die Band ihre erste Single Affection. Im Jahr 2017 veröffentlichte die Band ihr erstes Album Cigarettes After Sex.

“A lot of our songs are autobiographical, and the name isn’t an exception. I had this friends-with-privileges thing with this girl and she would always smoke after we were together. I never really tried it until she showed it to me. We were just together one night smoking and the name flashed in my mind. It was literally just what we were doing at that moment.”

„Vieler unserer Lieder sind autobiografisch und der Name ist keine Ausnahme. Ich hatte eine „Freundschaft mit Vorzügen“ mit dem einen Mädchen, das immer, nachdem wir zusammen waren, geraucht hat. Ich hatte es nie wirklich ausprobiert, bevor sie es mir gezeigt hat. Als wir in einer Nacht zusammen waren und geraucht haben, kam mir der Name in den Sinn. Es war buchstäblich das, was wir gerade gemacht haben.“

## Diskografie

### Studioalben
| Jahr | Titel Musiklabel                       | Höchstplatzierung, Gesamtwochen, AuszeichnungChartplatzierungen (Jahr, Titel, Musiklabel, Platzierungen, Wochen, Auszeichnungen, Anmerkungen) | Höchstplatzierung, Gesamtwochen, AuszeichnungChartplatzierungen (Jahr, Titel, Musiklabel, Platzierungen, Wochen, Auszeichnungen, Anmerkungen) | Höchstplatzierung, Gesamtwochen, AuszeichnungChartplatzierungen (Jahr, Titel, Musiklabel, Platzierungen, Wochen, Auszeichnungen, Anmerkungen) | Höchstplatzierung, Gesamtwochen, AuszeichnungChartplatzierungen (Jahr, Titel, Musiklabel, Platzierungen, Wochen, Auszeichnungen, Anmerkungen) | Höchstplatzierung, Gesamtwochen, AuszeichnungChartplatzierungen (Jahr, Titel, Musiklabel, Platzierungen, Wochen, Auszeichnungen, Anmerkungen) | Anmerkungen                            |
| Jahr | Titel Musiklabel                       | DE | AT | CH | UK | US | Anmerkungen                            |
| ---- | -------------------------------------- | --- | --- | --- | --- | --- | -------------------------------------- |
| 2017 | Cigarettes After Sex Partisan Records  | DE38 (13 Wo.)DE | AT18 (15 Wo.)AT | CH21 (28 Wo.)CH | UK27 Gold · (1 Wo.)UK | US112 Platin · (91 Wo.)US | Erstveröffentlichung: 9. Juni 2017     |
| 2019 | Cry Partisan Records                   | DE29 (1 Wo.)DE | AT26 (2 Wo.)AT | CH18 (3 Wo.)CH | UK36 Silber · (1 Wo.)UK | US152 Gold · (1 Wo.)US | Erstveröffentlichung: 25. Oktober 2019 |
| 2024 | X’s Spanish Prayers / Partisan Records | DE7 (2 Wo.)DE | AT9 (2 Wo.)AT | CH10 (3 Wo.)CH | UK12 (1 Wo.)UK | US32 (1 Wo.)US | Erstveröffentlichung: 12. Juli 2024    |

### EPs
- 2012: I.

### Singles
| Jahr | Titel Album                     | Höchstplatzierung, Gesamtwochen, AuszeichnungChartplatzierungen (Jahr, Titel, Album, Platzierungen, Wochen, Auszeichnungen, Anmerkungen) | Höchstplatzierung, Gesamtwochen, AuszeichnungChartplatzierungen (Jahr, Titel, Album, Platzierungen, Wochen, Auszeichnungen, Anmerkungen) | Höchstplatzierung, Gesamtwochen, AuszeichnungChartplatzierungen (Jahr, Titel, Album, Platzierungen, Wochen, Auszeichnungen, Anmerkungen) | Höchstplatzierung, Gesamtwochen, AuszeichnungChartplatzierungen (Jahr, Titel, Album, Platzierungen, Wochen, Auszeichnungen, Anmerkungen) | Höchstplatzierung, Gesamtwochen, AuszeichnungChartplatzierungen (Jahr, Titel, Album, Platzierungen, Wochen, Auszeichnungen, Anmerkungen) | Anmerkungen                                             |
| Jahr | Titel Album                     | DE | AT | CH | UK | US | Anmerkungen                                             |
| ---- | ------------------------------- | --- | --- | --- | --- | --- | ------------------------------------------------------- |
| 2017 | Apocalypse Cigarettes After Sex | — | AT61 (… Wo.)AT | CH39 (8 Wo.)CH | UK— PlatinUK | US— ×2DoppelplatinUS | Erstveröffentlichung: 21. März 2017 Charteinstieg: 2024 |

Weitere Singles
- 2012: Nothing’s Gonna Hurt You Baby (UK: Silber)
- 2015: Affection
- 2015: Keep On Loving You (REO Speedwagon Cover)
- 2016: K. (UK: Gold, US: Platin)
- 2017: Each Time You Fall In Love
- 2017: Sweet (UK: Silber)
- 2018: Sesame Syrup
- 2018: Crush
- 2018: Neon Moon
- 2019: Heavenly (UK: Silber, US: Gold)
- 2019: Falling in Love
- 2020: You’re All I Want
- 2022: Pistol
- 2023: Bubblegum
- 2023: Stop Waiting

### Demos
- 2011: Cigarettes After Sex

## Auszeichnungen für Musikverkäufe
| Silberne Schallplatte - Vereinigtes Königreich - 2024: für das Lied Cry Goldene Schallplatte - Frankreich - 2023: für die Single K. - 2024: für das Lied Sunsetz - 2024: für das Lied Cry - 2024: für das Album Cry - 2024: für die Single Sweet - Griechenland - 2024: für das Lied Cry - Italien - 2024: für das Album Cigarettes After Sex - Neuseeland - 2024: für das Album Cry - Polen - 2024: für das Album Cry - Spanien - 2024: für die Single K. - 2025: für das Lied Sunsetz - Vereinigtes Königreich - 2025: für das Lied Sunsetz | Platin-Schallplatte - Dänemark - 2024: für das Album Cigarettes After Sex - 2025: für die Single Apocalypse - Frankreich - 2023: für das Album Cigarettes After Sex - Griechenland - 2024: für das Lied Sunsetz - 2024: für die Single K. - Italien - 2024: für die Single Apocalypse - Neuseeland - 2024: für das Album Cigarettes After Sex - Portugal - 2022: für die Single Apocalypse - Spanien - 2024: für die Single Apocalypse 2× Platin-Schallplatte - Griechenland - 2024: für die Single Apocalypse - Polen - 2024: für das Album Cigarettes After Sex Diamantene Schallplatte - Frankreich - 2024: für die Single Apocalypse |

Anmerkung: Auszeichnungen in Ländern aus den Charttabellen bzw. Chartboxen sind in ebendiesen zu finden.
| Land/RegionAuszeichnungen für Musikverkäufe (Land/Region, Auszeichnungen, Verkäufe, Quellen) | Silber     | Gold       | Platin       | Diamant  | Verkäufe  | Quellen             |
| -------------------------------------------------------------------------------------------- | ---------- | ---------- | ------------ | -------- | --------- | ------------------- |
| Dänemark (IFPI)                                                                              | —          | —          | 2× Platin2   | —        | 110.000   | ifpi.dk             |
| Frankreich (SNEP)                                                                            | —          | 5× Gold5   | Platin1      | Diamant1 | 883.333   | snepmusique.com     |
| Griechenland (IFPI)                                                                          | —          | Gold1      | 4× Platin4   | —        | 90.000    | Einzelnachweise     |
| Italien (FIMI)                                                                               | —          | Gold1      | Platin1      | —        | 125.000   | fimi.it             |
| Neuseeland (RMNZ)                                                                            | —          | Gold1      | Platin1      | —        | 22.500    | radioscope.co.nz    |
| Polen (ZPAV)                                                                                 | —          | Gold1      | 2× Platin2   | —        | 50.000    | olis.pl             |
| Portugal (AFP)                                                                               | —          | —          | Platin1      | —        | 10.000    | Einzelnachweise     |
| Spanien (Promusicae)                                                                         | —          | 2× Gold2   | Platin1      | —        | 120.000   | elportaldemusica.es |
| Vereinigte Staaten (RIAA)                                                                    | —          | 2× Gold2   | 4× Platin4   | —        | 5.000.000 | riaa.com            |
| Vereinigtes Königreich (BPI)                                                                 | 5× Silber5 | 3× Gold3   | Platin1      | —        | 2.360.000 | bpi.co.uk           |
| Insgesamt                                                                                    | 5× Silber5 | 16× Gold16 | 18× Platin18 | Diamant1 |           |                     |